# Xã Camden, Quận Lorain, Ohio
Xã Camden (tiếng Anh: Camden Township) là một xã thuộc quận Lorain, tiểu bang Ohio, Hoa Kỳ. Năm 2010, dân số của xã này là 1.667 người.